# 维莱讷拉戈奈
维莱讷拉戈奈（法語：Villaines-la-Gonais，法語發音：[vilɛn la ɡɔnɛ]）是法国萨尔特省的一个市镇，属于马梅尔斯区。

## 地理
维莱讷拉戈奈（48°8'10"N, 0°36'6"E）面积10.34 平方千米，位于法国卢瓦尔河地区大区萨尔特省，该省份为法国西北部内陆省份，北起顺时针与奥恩省、厄尔-卢瓦省、卢瓦-谢尔省、安德尔-卢瓦尔省、曼恩-卢瓦尔省和马耶讷省接壤，是法国大西部的入口，连接卢瓦尔河谷、布列塔尼和巴黎盆地。
与维莱讷拉戈奈接壤的市镇（或旧市镇、城区）包括：圣迈克桑、于讷河畔索、圣马丹德蒙、谢雷欧。

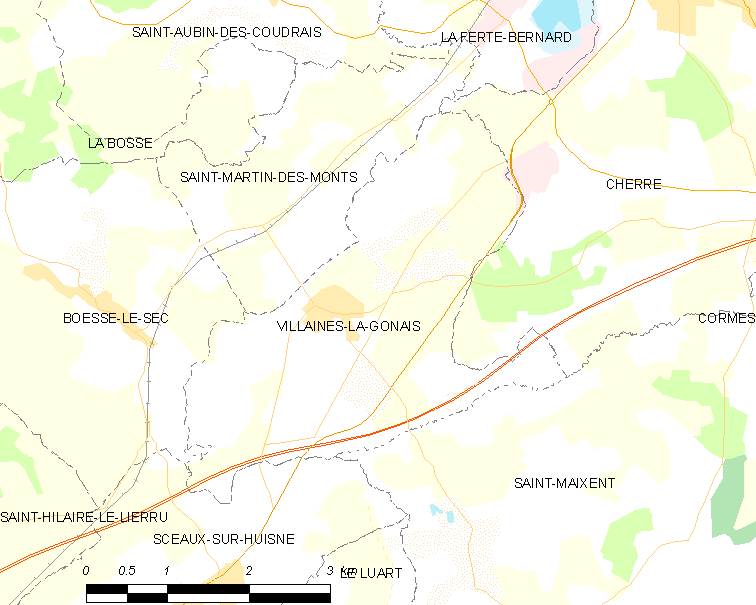
维莱讷拉戈奈的OSM定位图

维莱讷拉戈奈的时区为UTC+01:00、UTC+02:00（夏令时）。

## 行政
维莱讷拉戈奈的邮政编码为72400，INSEE市镇编码为72375。

## 政治
维莱讷拉戈奈所属的省级选区为贝尔纳堡县。

## 人口

1962-2008年间维莱讷拉戈奈人口变化图示

维莱讷拉戈奈于2022年1月1日时的人口数量为517人。